# Pulmoniscus insularuminfraventum
Pulmoniscus insularuminfraventum là một loài chân đều trong họ Balloniscidae. Loài này được Vandel miêu tả khoa học năm 1952.